# Saint Agur
Saint Agur es una marca de queso azul francés industrial creado en 1988 por la Compagnie Fromagère de la Vallée de l'Ance (CFVA) (quesería del valle del Ance), propiedad del entonces grupo francés Bongrain, llamado Savencia Fromage & Dairy desde 2015. Se elabora en el pueblo de Beauzac (departamento de Alto Loira), en los Montes del Velay, en la región de Auvernia. Es un queso de leche de vaca pasteurizada, enriquecida con nata. 
Su nombre es un invento comercial: no existe ningún pueblo con el nombre de Saint Agur, ni ningún santo llamado Agur. Pero agur es una voz vasca que procede del latín augurium, agüero.

## Descripción
Proviene de una zona montañosa con gran tradición en la elaboración de quesos azules. Contiene 60 % de materia grasa lo que lo califica como un queso de doble crema. Añeja durante 60 días en bodegas. Saint Agur se produce en cilindros octogonales de 2 kilos de peso lo que facilita su corte en cuñas. No tiene ninguna corteza y está envuelto en papel de aluminio para prevenir que el queso se haga más azul.
Su textura es cremosa, suave, blanda y húmeda. Aparecen vetas características de moho color verde oliva.
El sabor es fuerte y rico, a queso azul, pronunciado, cremoso, no picante y menos salado que otros quesos azules; recuerda a un roquefort suave. Su naturaleza ácida y cremosa está bien equilibrada de manera que no domina el sabor ácido propio de, por ejemplo, un stilton, aunque esto depende de la edad del queso puesto que se hace más fuerte y especiado conforme envejece.
Debido a su naturaleza de doble crema, este queso se unta fácilmente y también funde bien. Puede servir para entremeses, para cocinar (por ejemplo, hacer un risotto, con espinacas y tomillo) y en tabla de quesos. Le va bien como acompañamiento rodajas de pera o manzana, pan francés o pasas.

## Saint Agur y Roquefort
Los fabricantes de Roquefort, protegido por una DOP, consideran el Saint Agur como un competidor desleal por ser elaborado con leche de vaca, más barata que la leche de oveja que es la materia prima del Roquefort. La leche de oveja es más rica, con el doble de materia grasa y 1,5 vez más de proteínas. Por otra parte, la oveja sólo produce 200 litros de leche al año y la vaca entre 5000 y 10.000 litros. Las ovejas paren a finales de otoño y tienen leche durante seis meses mientras las vacas tienen leche durante unos diez meses, lo que permite producir más queso en un período más prolongado.